# 艾爾市政廳
艾爾市政廳（英語：Ayr Town Hall）位於蘇格蘭艾爾新橋街，於1830年11月落成，耗資£9,965的新古典主义建筑，由建築師湯瑪斯·漢密爾頓設計。它在1980年被評為A類的登錄建築。